# DVB-H
DVB-H（Digital Video Broadcasting - Handheld）とは移動体テレビの標準規格の一つである。すなわち、携帯可能の受信機のための放送サービスに関する技術規格である。DVB-Hは2004年11月、ETSIがEN 302 304として採用した。DVB-H（EN 302 304）規格文書は DVB-H 公式サイトからダウンロード可能。欧州連合もDVB-Hを公式に承認している。競合する規格としては、DMBとワンセグがある。

## 技術
一連のDVB放送規格の中でも最近開発された規格である。DVB-Hは地上デジタルテレビの規格であるDVB-T（Digital Video Broadcasting - Terrestrial）の上位規格であり、携帯機器向けの規格が追加されている。
DVB-H は高データ転送レートの通信経路を提供し、それ専用の受信機で受信することもできるし携帯電話などに組み込んだ受信機能で受信することもできる。
時分割多重化により、小型携帯端末での電力消費を抑えるようになっている。IPデータグラムは短い時間スロット内にバースト転送される。各バーストには最大2メガビットのデータが含まれる（パリティビットを含む）。191ビットのデータに対して64ビットのパリティビットがあり、リード・ソロモン符号で符号化されている。受信機は選択したサービスが放送されているデータバーストのみを受信し、それをバッファに格納する。データの内容がアプリケーションの場合は全部を受信し終えてから実行するし、通常の放送の場合はそのまま表示する。
電力消費の低減は受信機がON/OFFされている時間に依存する。ひとつのDVB-Hストリームに10以上のサービスが時分割されて放送されている場合、90%程度の電力削減となる。DVB-HはDVB-H Validation Task Forceが注意深く評価してきた（ETSI Technical Report TR 102 401 参照）。

## 周波数帯域
以下の周波数帯域で動作するよう設計されている。
- VHF-III（170-230 MHz、またはその一部）
- UHF-IV/V（470-862 MHz、またはその一部）
- L band（1.452-1.492 GHz）

DVB-HはDVB-Tと多重化によって共存できる。

## DVB-IPDC
DVB-IPDCはIPデータ放送に関するDVBの規格であり、Internet Protocol に基づいた商用のモバイルテレビサービスを展開するのに必須の部分である。DVB-IPDCはDVB-Hの物理層として設計されたが、DVB-SHなどの他のモバイルテレビ規格でも使われている。
モバイルテレビの観点ではDVB-IPDCは何が配信されるのか、どう配信されるのか、どう記述されるのか、どう保護されるのかを規定している。システムアーキテクチャ、ユースケース、DVB PSI/SI信号、電子サービスガイド（ESG）、コンテンツ配信プロトコル（CDP）、サービス購入と保護（SPP）などをカバーしている。そのほとんどがETSIの正式な規格として発表されている。DVB-IPDC の全規格はdvb-h.orgで入手可能である。

## DVB-SH
DVB-SH（移動体向けの衛星放送サービス）は、DVB-HとETSI SDR（衛星デジタルラジオの規格）を混合した規格である。類似のアーキテクチャは既に衛星DMB、XM Satellite Radio、Sirrus Satellite Radio、モバHO!などがあるが、DVB-SHはより強力である。想定されているシステムでは強力な静止衛星で屋外と一部の屋内をカバーし、地上のリピーター・ネットワークによって都市部の屋内もカバーする。
タレス・アレーニア・スペースは、2007年中のDVB-SH用衛星の打ち上げを予定している。ユーテルサットとSESアストラはヨーロッパ全土をカバーするS band（2-4GHz帯）の衛星を2009年に打ち上げる予定である。DVB-SHの衛星放送サービスは2009年に運用開始される予定だが、地上ネットワークを使ったDVB-SHサービスはそれ以前に開始される見込みである。半導体チップメーカーのDiBcomはS bandのDVB-H対応のチップセットを設計中であり、SAGEMはUHFとS bandの両方に対応したDVB-H対応携帯電話を開発中である。これは、DVBの公式なプロジェクトである。DVB Technical Moduleは2006年6月、Study Mission on SSP（移動体向け衛星放送サービス）を立ち上げ標準規格の開発を開始した。その成果として2007年2月に標準規格が提出された。
フランスの産業技術革新庁は、アルカテル・ルーセントが主導するTVMSL（DVB-SH 規格開発を推進しているプロジェクト）を通して資金援助を行っている。TVMSLには他にSAGEM、アレーニア・アエロナウティカ、RFS、フィリップス、DiBcom、TeamCast、UDcast、CNRS、INRIA、フランス原子力庁などが参加している。

## DVB-H2
後継の規格であるDVB-H2は2007年に策定が開始され、2008年中に完成する予定である。DVB-H2とDVB-T2が相互に関連したものになることが予想されている。

## 試行地域
DVB-Hは以下のような都市や国で試行されている。
- 国や地域

アイルランド島、イギリス、マレーシア、シンガポール、南アフリカ共和国、台湾、ニュージーランド、フィリピン、スリランカ、モロッコ
- 都市

ヘルシンキ、ベルリン、ケンブリッジ、ピッツバーグ、パリ、テヘラン、マドリード、シドニー、ハーグ、ブリュッセル、ベルン、ウィーン、コペンハーゲン、ブダペスト、エアランゲン
完全なリストはdvb-h.orgにある。

## 運用開始地域
アルバニアではDigitALBが2006年12月20日、全国サービスを開始した。受信機器が市場に出回るようになったのは2007年4月である。
フィンランドでは、2006年3月にDigita がDVB-Hネットワーク運用の許可を得た。2006年5月、DigitaはノキアとDVB-Hサービスのためのプラットフォームについて提携。当初、2006年12月1日に運用開始予定だったが放送素材の著作権にからんだ問題で延期。ヘルシンキ、オウル、トゥルクなどを含む地域をカバーする予定（人口の25%）。2007年5月10日、Mobiili-TVが商用サービスを開始した。
インドでは、公共放送のPrasar Bharti（通称：DD）がノキアとDVB-Hに関して提携。各都市での受信状況を検証するための試行が行われている。DDはニューデリーでは既に8チャンネルの放送を行っている。
イタリアでは3 Italia が2006年5月から、Telecom Italia MobileとMediasetは2006年6月から、Vodafone Italyは2006年12月から全国サービスを開始している。
シンガポールではTVMobileがDVB技術を使ってニュース、娯楽番組、音楽コンテンツなどを放送している。
フィリピンでは、SMARTがモバイルテレビサービスのMyTVを立ち上げた。ノキア製のNokia N92とN77という携帯電話でしか視聴できない。
アメリカ合衆国では、Modeo（Crown Castle の子会社）が全国サービスを予定している。2006年にニューヨーク市でサービスを開始し、2007年中に全国30都市に展開する予定である。2006年4月、SES AmericanとAloha Partnersが新たなサービスの開始を発表した。Hiwireと名づけられ、2006年末ごろラスベガスで試行を開始。それぞれ使用する周波数帯域が異なる。
ベトナムでは、VTCが2006年12月21日に全国サービスを立ち上げた。
O2 Irelandは2007年3月にダブリン地域で試行を開始した。
フランス、スペイン、南アフリカ共和国では2007年中の全国サービス開始が予定されている。オーストリア、ドイツ、スイスでは2008年の予定。
中国では、Shanghai Media Groupと中国中央電視台が政府の許可を得ている。試行中であり、2008年の北京オリンピック前にサービスを開始しようとしていた。
マレーシアでは、U Mobileが2007年末までにDVB-Hに基づいたモバイルテレビ放送を開始することを発表した。Mobile Live TVと名づけられている。
ケニアでもDVB-HサービスのDStv Mobileがある。南アフリカの企業・Digital Mobile TVがナイロビ地域向けに行っているものである。

## 対応機器
- GIGABYTE - GSmart t600、GSmart q60（いずれも、DVB-T、DVB-H、T-DMB、DAB 対応）
- LGグループ - U900、KU950、U960
- モトローラ - A680i
- ノキア - Nokia 7710（DVB-H 対応実験機）、Nokia N92、Nokia N77、Nokia N96
- サムスングループ - SGH-P910、SGH-P920、SGH-P930、SGH-P940、SGH-F510
- ソニー・エリクソン・モバイルコミュニケーションズ - W960i
- フィリップス - HotMAN2
- SAGEM - My Mobile TV
- ZTE - N7100

## 開発ツール
- Tea Vui Huang's DVB-H ESG Simulator
- AMUSE DVB-H tools

### 技術情報
- DVB Standards & BlueBooks
- "DVB-H — the emerging standard for mobile data communication" 欧州放送連合（EBU）Technical Review
- EBU Technical Review

### その他
- DVB-Hチューナー付き携帯電話一覧
- DigiTAG DVB-H Handbook
- European Audiovisual Observatory